# Birmingham Grand Prix 2017
Navigation
Édition précédente Édition suivante
L'édition 2017 du Birmingham Grand Prix se déroule le 20 août 2017 à l'Alexander Stadium de Birmingham, au Royaume-Uni. Il constitue la douzième étape de la Ligue de diamant 2017.

## Résultats

### Hommes
| Rang | Athlète       | Temps | Points |
| ---- | ------------- | ----- | ------ |
| 1    | Ramil Guliyev | 20,17 | 8      |
| 2    | Ameer Webb    | 20,26 | 7      |
| 3    | Aaron Brown   | 20,30 | 6      |
| 4    |               |       | 5      |
| 5    |               |       | 4      |
| 6    |               |       | 3      |
| 7    |               |       | 2      |
| 8    |               |       | 1      |

| Rang | Athlète            | Temps   | Points |
| ---- | ------------------ | ------- | ------ |
| 1    | Nijel Amos         | 1:44,50 | 8      |
| 2    | Adam Kszczot       | 1:45,28 | 7      |
| 3    | Marcin Lewandowski | 1:45,33 | 6      |
| 4    |                    |         | 5      |
| 5    |                    |         | 4      |
| 6    |                    |         | 3      |
| 7    |                    |         | 2      |
| 8    |                    |         | 1      |

| Rang | Athlète            | Temps | Points |
| ---- | ------------------ | ----- | ------ |
| 1    | Aries Merritt      | 13,29 | 8      |
| 2    | Sergueï Choubenkov | 13,31 | 7      |
| 3    | Devon Allen        | 13,40 | 6      |
| 4    |                    |       | 5      |
| 5    |                    |       | 4      |
| 6    |                    |       | 3      |
| 7    |                    |       | 2      |
| 8    |                    |       | 1      |

| Rang | Athlète            | Temps  | Points |
| ---- | ------------------ | ------ | ------ |
| 1    | Mutaz Essa Barshim | 240 cm | 8      |
| 2    | Majed Aldin Ghazal | 231 cm | 7      |
| 3    | Tom Gale           | 224 cm | 6      |
| 4    |                    |        | 5      |
| 5    |                    |        | 4      |
| 6    |                    |        | 3      |
| 7    |                    |        | 2      |
| 8    |                    |        | 1      |

| Rang | Athlète           | Temps  | Points |
| ---- | ----------------- | ------ | ------ |
| 1    | Jarrion Lawson    | 819 cm | 8      |
| 2    | Ruswahl Samaai    | 803 cm | 7      |
| 3    | Michael Hartfield | 802 cm | 6      |
| 4    |                   |        | 5      |
| 5    |                   |        | 4      |
| 6    |                   |        | 3      |
| 7    |                   |        | 2      |
| 8    |                   |        | 1      |

| Rang | Athlète      | Marque  | Points |
| ---- | ------------ | ------- | ------ |
| 1    | Tomas Walsh  | 21,83 m | 8      |
| 2    | Ryan Crouser | 21,55 m | 7      |
| 3    | Tomáš Stanek | 21,16 m | 6      |
| 4    |              |         | 5      |
| 5    |              |         | 4      |
| 6    |              |         | 3      |
| 7    |              |         | 2      |
| 8    |              |         | 1      |

| Rang | Athlète | Marque | Points |
| ---- | ------- | ------ | ------ |
| 1    |         |        | 8      |
| 2    |         |        | 7      |
| 3    |         |        | 6      |
| 4    |         |        | 5      |
| 5    |         |        | 4      |
| 6    |         |        | 3      |
| 7    |         |        | 2      |
| 8    |         |        | 1      |

| Rang | Athlète | Marque | Points |
| ---- | ------- | ------ | ------ |
| 1    |         |        | 8      |
| 2    |         |        | 7      |
| 3    |         |        | 6      |
| 4    |         |        | 5      |
| 5    |         |        | 4      |
| 6    |         |        | 3      |
| 7    |         |        | 2      |
| 8    |         |        | 1      |

### Femmes
| Rang | Athlète            | Temps | Points |
| ---- | ------------------ | ----- | ------ |
| 1    | Elaine Thompson    | 10,93 | 8      |
| 2    | Marie-Josée Ta Lou | 10,97 | 7      |
| 3    | Jura Levy          | 11,08 | 6      |
| 4    |                    |       | 5      |
| 5    |                    |       | 4      |
| 6    |                    |       | 3      |
| 7    |                    |       | 2      |
| 8    |                    |       | 1      |

| Rang | Athlète          | Temps | Points |
| ---- | ---------------- | ----- | ------ |
| 1    | Salwa Eid Nasser | 50,59 | 8      |
| 2    | Allyson Felix    | 50,63 | 7      |
| 3    | Courtney Okolo   | 50,66 | 6      |
| 4    |                  |       | 5      |
| 5    |                  |       | 4      |
| 6    |                  |       | 3      |
| 7    |                  |       | 2      |
| 8    |                  |       | 1      |

| Rang | Athlète      | Temps   | Points |
| ---- | ------------ | ------- | ------ |
| 1    | Dawit Seyaum | 4:01,36 | 8      |
| 2    | Winny Chebet | 4:02,24 | 7      |
| 3    | Rababe Arafi | 4:02,95 | 6      |
| 4    |              |         | 5      |
| 5    |              |         | 4      |
| 6    |              |         | 3      |
| 7    |              |         | 2      |
| 8    |              |         | 1      |

| Rang | Athlète                    | Temps   | Points |
| ---- | -------------------------- | ------- | ------ |
| 1    | Sifan Hassan               | 8:28,90 | 8      |
| 2    | Konstanze Klosterhalfen    | 8:29,89 | 7      |
| 3    | Margaret Chelimo Kipkemboi | 8:30,11 | 6      |
| 4    |                            |         | 5      |
| 5    |                            |         | 4      |
| 6    |                            |         | 3      |
| 7    |                            |         | 2      |
| 8    |                            |         | 1      |

| Rang | Athlète             | Marque | Points |
| ---- | ------------------- | ------ | ------ |
| 1    | Zuzana Hejnová (CR) | 54,18  | 8      |
| 2    | Dalilah Muhammad    | 54,20  | 7      |
| 3    | Janieve Russell     | 54,67  | 6      |
| 4    |                     |        | 5      |
| 5    |                     |        | 4      |
| 6    |                     |        | 3      |
| 7    |                     |        | 2      |
| 8    |                     |        | 1      |

| Rang | Athlète            | Marque | Points |
| ---- | ------------------ | ------ | ------ |
| 1    | Katerina Stefanidi | 475 cm | 8      |
| 2    | Holly Bradshaw     | 461 cm | 7      |
| 3    | Michaela Meijer    | 461 cm | 6      |
| 4    |                    |        | 5      |
| 5    |                    |        | 4      |
| 6    |                    |        | 3      |
| 7    |                    |        | 2      |
| 8    |                    |        | 1      |

| Rang | Athlète           | Marque  | Points |
| ---- | ----------------- | ------- | ------ |
| 1    | Caterine Ibargüen | 14,51 m | 8      |
| 2    | Kimberly Williams | 14,44 m | 7      |
| 3    | Olga Rypakova     | 14,29 m | 6      |
| 4    |                   |         | 5      |
| 5    |                   |         | 4      |
| 6    |                   |         | 3      |
| 7    |                   |         | 2      |
| 8    |                   |         | 1      |

| Rang | Athlète         | Marque  | Points |
| ---- | --------------- | ------- | ------ |
| 1    | Sandra Perkovic | 67,51 m | 8      |
| 2    | Denia Caballero | 65,24 m | 7      |
| 3    | Yaime Pérez     | 65,11 m | 6      |
| 4    |                 |         | 5      |
| 5    |                 |         | 4      |
| 6    |                 |         | 3      |
| 7    |                 |         | 2      |
| 8    |                 |         | 1      |

## Légende
Records et Performances
- AR : Record continental (area record)
- CR : Record des championnats (championship record)
- MR : Record du meeting (meet record)
- NR : Record national (national record)
- OR : Record olympique (olympic record)
- PR : Record paralympique (paralympic record)
- PB : Record personnel (personal best)
- SB : Meilleure performance personnelle de la saison (season's best)
- WL : Meilleure performance mondiale de l'année (world leader)
- WJR : Record du monde junior (world junior record)
- WR : Record du monde (world record)

Circonstances et Conditions
- DNF : N'a pas terminé (did not finish)
- DNS : N'a pas pris le départ (did not start)
- DQ : Disqualification (disqualification)
- NM : Aucun essai valable enregistré (No Mark)
- Q : Qualifié « directement » au prochain tour (ou à la prochaine compétition), lors d'une compétition majeure, grâce au classement ou à la réalisation des minima (automatic qualifier)
- q : Qualifié au prochain tour (ou à la prochaine compétition), lors d'une compétition majeure, grâce au repêchage ou à la réalisation de l'une des meilleures performances parmi celles des « non qualifiés directement » (grâce au meilleur temps ou à la meilleure distance par exemple) (secondary qualifier)